# Élections générales yukonnaises de 1996
L'élection générale yukonnaise de 1996 fut tenue le 30 septembre 1996 afin d'élire les 17 députés à l'Assemblée législative du territoire du Yukon (Canada). Le Nouveau Parti démocratique, dirigé par Piers McDonald, défait le Parti du Yukon et forme un gouvernement majoritaire avec 11 sièges. Le Parti du Yukon du premier ministre John Ostashek est défait et remporte 3 sièges. Le Parti libéral remporte également 3 sièges.

## Résultats
| Parti | Parti                      | Chef           | # de candidats | Sièges | Sièges | Sièges  | Voix   | Voix   | Voix    |
| ----- | -------------------------- | -------------- | -------------- | ------ | ------ | ------- | ------ | ------ | ------- |
| Parti | Parti                      | Chef           | # de candidats | 1992   | Élus   | % Diff. | #      | %      | % Diff. |
|       | Nouveau Parti démocratique | Piers McDonald | 16             | 6      | 11     | +83 %   | 5 774  | 39,9 % |         |
|       | Parti du Yukon             | John Ostashek  | 15             | 7      | 3      | -57 %   | 4 366  | 30,1 % |         |
|       | Libéral                    | Ken Taylor     | 16             | 1      | 3      | +200 %  | 3 486  | 24,1 % |         |
|       | Indépendant                | Indépendant    | 7              | 3      | -      | -100 %  | 852    | 5,9 %  |         |
| Total | Total                      | Total          | 54             | 17     | 17     | -       | 14 478 | 100 %  |         |